# La Casa del Vino La Baranda

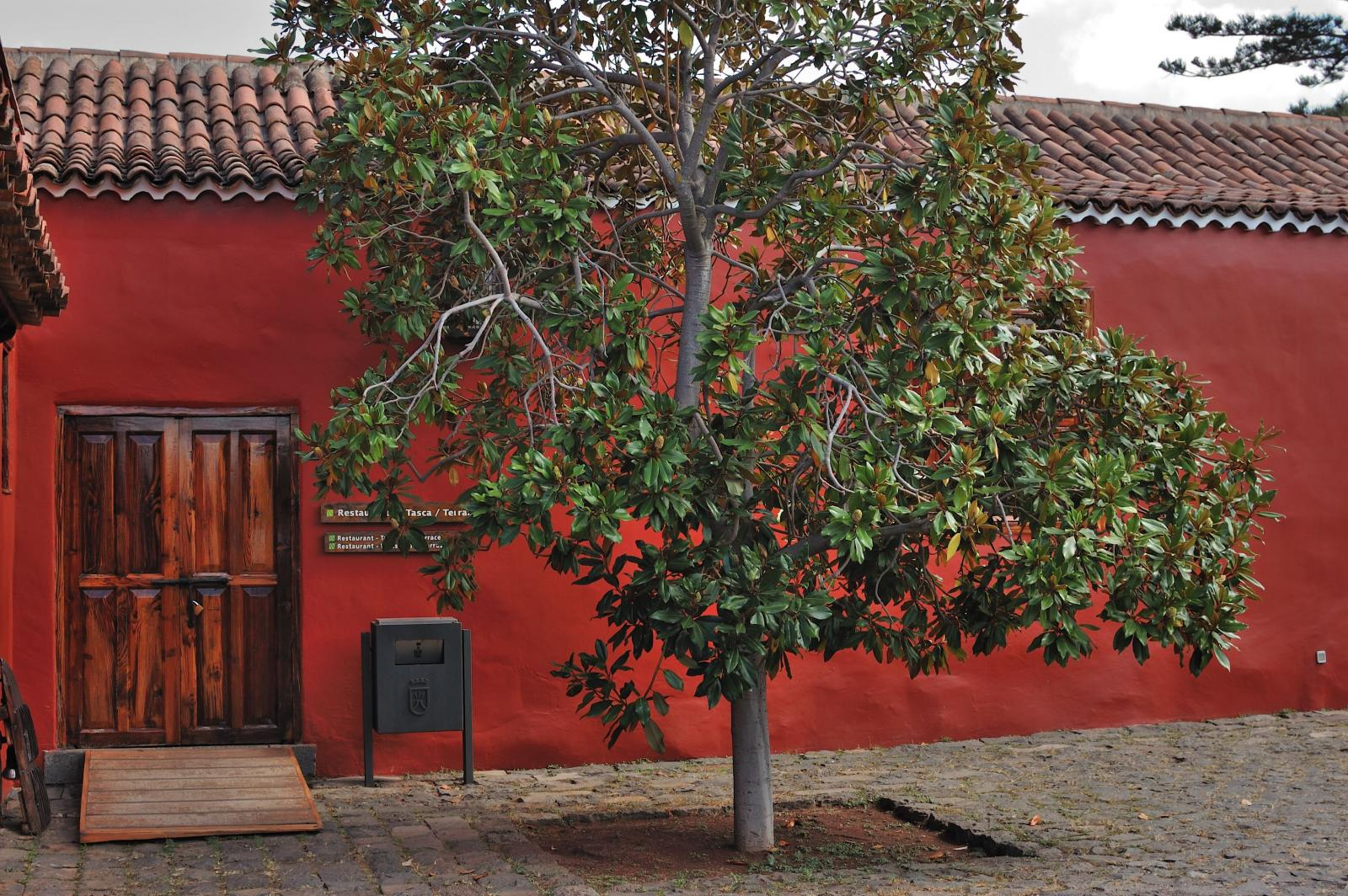
Eingang der Casa del vino

Die Casa del Vino de La Baranda in El Sauzal ist ein Museum und Informationszentrum des Cabildo Insular de Tenerife. Die Einrichtung dient der Information über den Weinbau und andere landwirtschaftliche Aktivitäten auf der Insel Teneriffa.

## Gebäude
Der aus Coronil (Sevilla) stammende Simón Herrera Leyvada ließ den Gutshof in der zweiten Hälfte des 17. Jahrhunderts erbauen. Er hatte sich in La Laguna niedergelassen und pflegte geschäftliche Beziehungen mit den Kolonien in Westindien. Das Anwesen mit der Kelter diente der Verarbeitung des in der Gegend angebauten Weins.
Die um einen großen Innenhof angeordnete einstöckige Anlage entspricht in ihrem Grundriss und der Bauweise dem typischen Stil dieser Gebäude, wie sie im 17. Jahrhundert im Norden der Insel Teneriffa als Gut zur landwirtschaftlichen Nutzung, aber auch als zeitweilige Sommerresidenz der Eigentümer erbaut wurden. Üblicherweise sind eine Kapelle, eine Kelter, Wirtschaftsräume und eine Wohnung für den Verwalter vorhanden. Dazu kommen Nebengebäude als Lager und gelegentlich Stallgebäude. Im Hof steht eine Kelter. Wegen ihrer Farbigkeit gilt die Decke der Kapelle des Heiligen Simons als von besonderer kunsthistorischer Bedeutung.
Das Anwesen La Baranda wurde im Jahr 1989 von der Stadt El Sauzal erworben und im Jahr 1992 an das Cabildo Insular de Tenerife abgetreten.

## Heutige Nutzung

### Museo del Vino
Im Jahr 1994 wurde das Museo del Vino eingerichtet. In dieser Ausstellung wird die geografische Lage, das Klima und die Bodenbeschaffenheit der Insel mit Bezug auf den Weinbau dargestellt. Die Arten des Anbaus und die Kultivierung der Rebstöcke sind ein zusätzliches Thema. Weitere Informationen gibt es über den Export und die Bewertung der Weine der Insel. Darüber hinaus wird die Bedeutung der Herkunftsbezeichnungen und der Qualitätskontrollen erläutert.

### Sala de Degustación y Vinoteca
Dem Museum ist ein Weinstube angegliedert, in der eine große Anzahl von Weinen der fünf Herkunftsgebiete der Insel probiert werden können. Auch andere Produkte der Insel wie Branntwein, Käse, Trockenfrüchte und Honig werden als Proben angeboten. In der Weinsammlung können Weine nahezu aller Lagen der Insel aus verschiedenen Jahrgängen gekauft werden.

### Casa de la Miel
In einem Nebengebäude wird auf Schautafeln mit Videodemonstrationen und Objekten die Gewinnung des Honigs gezeigt. Dabei wird besonders auf die Bedeutung der Bienen für die Pflanzenwelt der Insel eingegangen.

### Centro de Interpretacón de la Agrodiversidad
Die Ausstellung zur Erhaltung der Artenvielfalt beschäftigt sich schwerpunktmäßig mit der Erhaltung der Vielfalt der Nutzpflanzen der Insel. Es wird besonders auf die Kartoffel (papa) eingegangen, die auf den Kanarischen Inseln direkt aus Amerika und nicht über den Umweg über Europa eingeführt wurde und zu einer großen Anzahl von Sorten geführt hat, die heute nur noch auf den Inseln zu finden ist.

### Ausstellungssaal
In einem Ausstellungssaal finden in unregelmäßigen Abständen Kunstausstellungen und Vorträge statt, die sich meist mit den Themen der Einrichtung befassen.

### Denominaciones de Origen
Die Weinproben und Weinprämierungen der Lagebezeichnungen (denominacion de origen) Abona, Tacoronte – Acentejo, Valle de Güimar, Valle de la Orotava und Ycoden-Daute-Isora finden üblicherweise in der Casa del Vino de La Baranda statt.

### Restaurant
Das Restaurant ist unabhängig von den anderen Einrichtungen der Casa del Vino de La Baranda. Abgesehen von dem Gastraum in dem alten Gebäude verfügt es über eine große Terrasse mit einem Ausblick auf den Ort El Sauzal, die Nordwestküste der Insel und das Meer. Das Restaurant ist auf die kanarische Küche und Weine der Insel Teneriffa spezialisiert.